# Менаџер продукције
Менаџер продукције надгледа техничке аспекте производње (не креативне аспекте) филма, укључујући особље, технологије, буџет и распоред. Његова је одговорност да ли снимање иде по распореду и унутар буџета. Он такође покрива оперативне трошкове као што су плате, трошкови производње, и свакодневно изнајмљивање опреме. Менаџер уметничке продукције у позоришту је шеф продукције или организатор позоришне представе, а на филму продуцент филмског пројекта, извршни продуцент или директор филма. Продуцент је особа на челу продукције филма и уз режисера главна особа која ради на филму.
Продуценти су одговорни за покретање процеса продукције филма и његово финансирање, али и за унајмљивање особља потребног за то.
Продуценти учествују и у процесу постпродукције, која се састоји од уређивања филма за његову коначну верзију. Тај се процес такође састоји од приказивања филма пробној публици, која након тога даје коментаре према којима продуценти разматрају могуће недостатке и траже од режисера да их исправи, како не би негативно утицали на квалитет коначне верзије филма